# Marcel Anghelescu

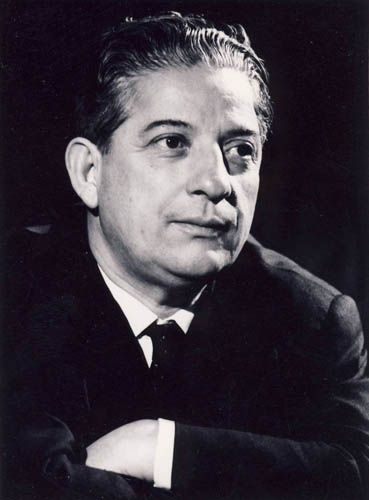
Marcel Anghelescu

Marcel Anghelescu (* 3. November 1909 in Craiova, Rumänien; † 22. Februar 1977 in Bukarest, Rumänien) war ein rumänischer Schauspieler.

## Leben
Nachdem Marcel Anghelescu 1933 sein Schauspielstudium beendet hatte, spielte er an mehreren Theatern in Bukarest. Neben seinem regelmäßigen Theaterengagement war er ab Anfang der 1950er Jahre auch beim Rumänischen Film zu sehen. So spielte er vor allen Dingen komische Rollen. Für seine schauspielerischen Leistungen wurde er vermehrt mit größeren staatlichen Auszeichnungen geehrt.

## Filmografie (Auswahl)
- 1950: Das Tal erschallt (Rasuna valea)
- 1956: Freitagabend um 5.00 (Pe raspunderea mea)
- 1957: Wenn du mich liebst (Pasarea furtunii)
- 1958: Die Disteln des Baragan (Ciulinii Baraganului)
- 1959: Fußballiebe (Baietii nostri)
- 1959: Schneelawine (Avalansa)
- 1960: Die Grobiane (Badaranii)
- 1960: Telegramme (Telegrame)
- 1961: Postlagernd (Post restant)
- 1962: Der berühmte 702 (Celebrul 702)
- 1964: Mitschuldig (Partea ta de vina)
- 1965: Stern ohne Namen (Mona, l'étoile sans nom)
- 1973: Abenteuer im Zeichen des weißen Pferdes (Fratii Jderi)
- 1973: Die Jagd nach der Handschrift (Cantemir)
- 1973: Zwischen Verdacht und Vertrauen (Ceata)
- 1974: Türkenschlacht im Nebel (Stefan cel Mare)
- 1974: Untersuchung auf der Werft (Trei scrisori secrete)
- 1975: Die Jagd nach der Handschrift (Muschetarul român)